# Løren (metrostation)
Løren is een metrostation in de Noorse hoofdstad Oslo. Het station werd geopend op 3 april 2016 en wordt bediend door lijn 4 van de metro van Oslo.